# Jezioro Biskupickie (Pojezierze Gnieźnieńskie)
Jezioro Biskupickie – jezioro w Polsce, w województwie wielkopolskim, w powiecie gnieźnieńskim, w gminie Kłecko na Pojezierzu Gnieźnieńskim. Przez jezioro przepływa rzeka Mała Wełna, dopływ Wełny. Na północnym brzegu jeziora leży wieś Biskupice.

## Dane morfometryczne
Zwierciadło wody położone jest na wysokości 102,3 metrów n.p.m. Powierzchnia zwierciadła wody wynosi 24,1 ha. Głębokość maksymalna wynosi 13,7 m, głębokość średnia – 6 m. Objętość wynosi 1454,5 m³.